# Ambrosiozyma monospora
Ambrosiozyma monospora är en svampart som först beskrevs av Saito, och fick sitt nu gällande namn av Van der Walt 1972. Ambrosiozyma monospora ingår i släktet Ambrosiozyma, ordningen Saccharomycetales, klassen Saccharomycetes, divisionen sporsäcksvampar och riket svampar.   Inga underarter finns listade i Catalogue of Life.